# Takamine (Musikinstrumente)

Takamine (jap. 高峰楽器製作所, Takamine Gakki Seisakujo, dt. „Musikinstrumentewerk Takamine“) ist ein Gitarrenbauunternehmen in Japan, das seit den 1970ern hochwertige Instrumente, vornehmlich akustische Gitarren herstellt.

## Gründung
1962 vereinigten sich einige unabhängige Gitarrenbauer in der Kleinstadt Sakashita (nach einer Gebietsreform heißt die Gemeinde heute Nakatsugawa, Präfektur Gifu), um unter einem gemeinsamen Markennamen Gitarren zu produzieren. Der nahe gelegene Berg Takamine (bedeutet in etwa „hoher Gipfel“) diente hierbei als Namensgeber.
Anfänglich wurden Konzertgitarren gebaut, im Laufe der Zeit stieg jedoch der Anteil von Westerngitarren.
1968 stieß der international anerkannte Gitarrenbauer Mass Hirade zum Unternehmen, der auch die „Hirade“-Meisterserie einführte. Er brachte mehrere entscheidende Verbesserungen in Bezug auf Design sowie die Qualität der Gitarren ein. Sein Steckenpferd waren die klassischen Konzertgitarren, seine Meisterserie genießt bis heute einen hervorragenden Ruf unter Konzertgitarristen. Mass Hirade ist es auch zu verdanken, dass im Jahre 1975 der internationale Vertrieb aufgenommen wurde.
Takamine begann sehr früh mit Tonabnehmern zu experimentieren und erwarb sich so sehr schnell Fachkompetenz auf diesem Gebiet. In den 1970er-Jahren brachte man schließlich ein Akustikgitarrenmodell auf den Markt, dessen Piezo/-Preampsystem eine für diese Zeit ungewöhnliche Klarheit und ein breites Tonvolumen erzeugte. Innerhalb kürzester Zeit wurde Takamine mit diesem System weltweit bekannt. Diese Innovationen im Bereich der elektroakustischen Tonabnahme und die Entwicklung weiterer Abnahmesysteme brachten Takamine bald die Marktführerschaft sowie eine Art Vorreiterstellung im Bereich der elektro-akustischen Gitarren ein. 
Eine dieser Weiterentwicklungen war der so genannte „Cool-Tube“ Tonabnehmer. Dieser ist in die Zarge der Westerngitarre eingebaut und enthält einen Mini-Vorverstärker mit einer kleinen Elektronenröhre (=tube), die das vom Piezo-Abnehmer aufgenommene Signal in einen warmen, druckvollen Klang verwandelt. Die Cool-Tube Technologie wurde von Takamine kontinuierlich weiterentwickelt, wobei der aktuelle CTP-3 (=CoolTubePreamp 3) die einstweilige Entwicklungsspitze darstellt.
6-saitige Gitarren sind werkseitig mit D’Addario EXP16 Light 12-53 Saiten, 12-saitige Gitarren mit D’Addario EXP38 Light 12-String 10-47 Saiten bestückt. Für Gitarren mit Nylon-Saiten werden D’Addario Pro Arte EJ45 Normal Tension Saiten verwendet.
Takamine produziert heute verschiedenste Serien, von hochpreisigen Modellen bis zur günstigeren G-Serie. Die G-Serie wird allerdings nicht im Mutterland Japan hergestellt, sondern in Südkorea (G-, EG-Serie 500) und China (G-, EG-Serien 100 bis 400). 
Westerngitarren von Takamine zählen neben jenen von Martin, Gibson und Lakewood zu den begehrtesten, gegenwärtig zu erwerbenden Modellen im hochqualitativen Sektor und oberen Preissegment. 

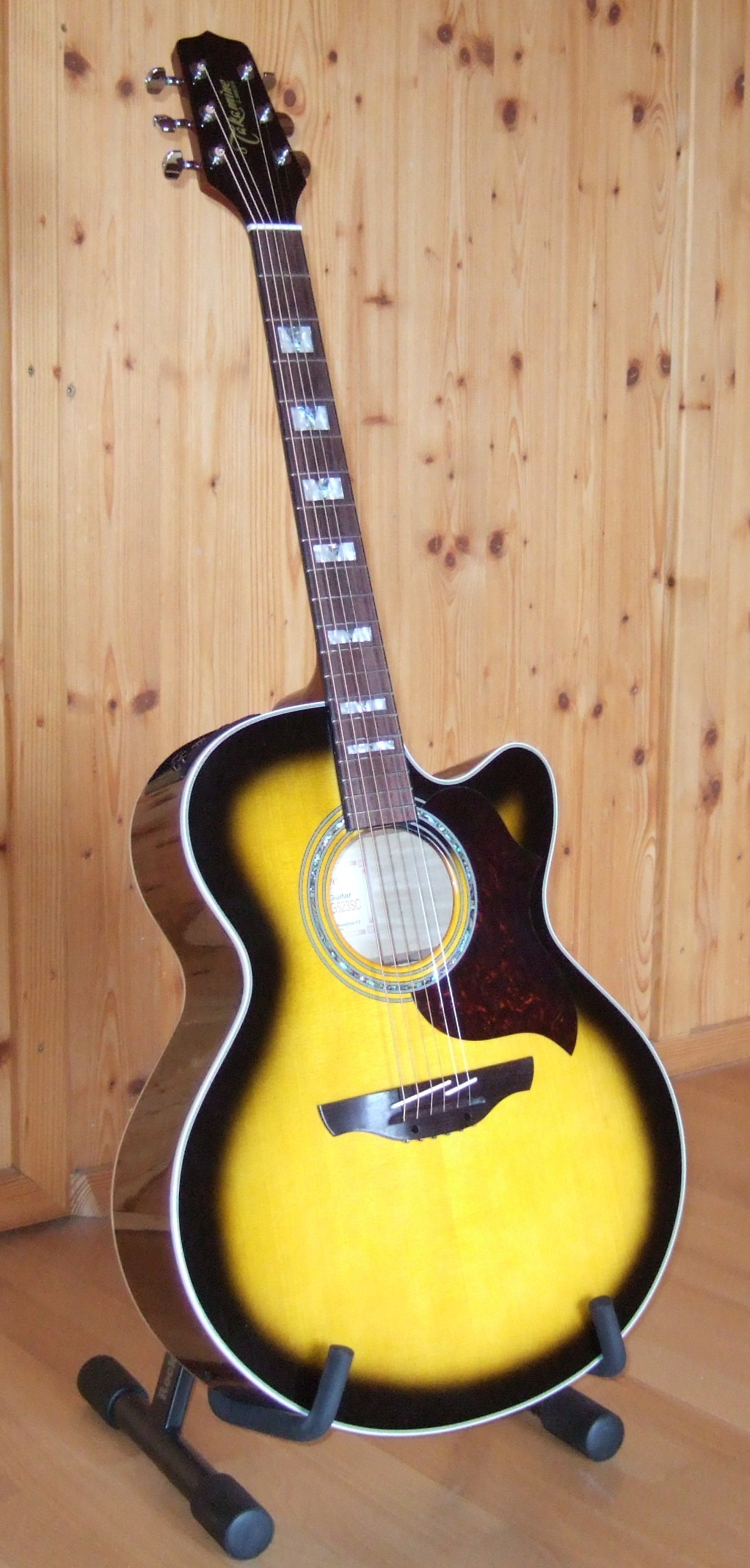
Takamine G-Serie: EG523SC Westerngitarre in Sunburst-Lackierung

Seit 1987 lieferte die Firma Takamine jedes Jahr eine Takamine Limited Edition Gitarre aus. Diese Gitarren werden in Stückzahlen von einigen hundert Instrumenten pro Jahr überwiegend in Handarbeit in Sakashita, dem Hauptsitz der Traditionsfirma in Japan, gebaut. Es sind immer elektroakustische Gitarren, die mit dem aktuellen Tonabnehmer bzw. Vorverstärker ausgestattet sind und die neben seltenen Hölzern aufwendige Einlegearbeiten aufweisen. Seit November 2007 gibt es ein Buch über Takamine und die Gitarren der Limited Serie mit vielen Detailinformationen, Farbfotos, Datenblättern und historischen und produktionsspezifischen Kapiteln.

## Gitarristen
Einige berühmte Gitarristen arbeiten mit Takamine zusammen, u. a. Jon Bon Jovi, Garth Brooks, Nils Lofgren, Bruce Springsteen, Glenn Frey von den Eagles, Kosho von den Söhnen Mannheims, Meredith Brooks, Julia Nunes, Richard Kruspe von Rammstein und andere.

## Vertrieb
Die Vertriebsrechte für Takamine in den USA gehören dem Kaman Music Konzern, der 1978 diese Rechte über den Erwerb der Vertriebsfirma Coast Wholesale bekam. Seit dieser Zeit besitzt Kaman einen kleineren Anteil an Takamine, den Kaman als Ausgleich für die aktive Förderung des Takamine US-Vertriebs von Takamine bekam. Der Industriekonzern Kaman ist gleichzeitig die Mutter der Gitarrenmarke Ovation. Anfang 2008 übernahm die Firma Fender Kaman Music vom Kaman Konzern, der sich damit von seinem kompletten Musikgeschäft trennte.
In den USA und in Europa übernahm Fender auch den Vertrieb der bisherigen Kaman-Gitarren-Marken, unter anderem Takamine.
Den deutschen Vertrieb übernahm im Juli 2008 die Firma Fender/Deutschland in Düsseldorf. Seit dem 1. März 2015 liegt der Vertrieb wieder in den Händen der Firma Musik Meyer, die diesen bereits von 1994 bis 2008 innehatte.